# Боршевиці-Колейове
Боршевиці-Колейове (пол. Borszewice Kolejowe) — село в Польщі, у гміні Ласьк Ласького повіту Лодзинського воєводства.
У 1975-1998 роках село належало до Серадзького воєводства.